# ときわ丸
ときわ丸（ときわまる）は、佐渡汽船が運航しているフェリー。

## 概要
おおさど丸 (2代)の代船として神田造船所川尻工場で建造され、2014年4月8日に就航した。
2014年3月26日に新潟港へ初入港、翌27日に両津港へ初入港し、4月2日に新潟港で報道公開が行われた。4月3日には両津港、4月5日には新潟港で一般公開が行われ、両津港では約2700人、新潟港では約3500人が来場した。4月4日には、クラブツーリズムによる就航前のチャーター運航も行われた。
船名は公募され、社内の選考委員会で決定、2013年4月24日に発表された。永久不変を表す「常磐」と佐渡の象徴である「朱鷺」、和らぎを示す「和」をかけ、穏やかな凪の洋上を羽ばたくトキをイメージして、「ときわ丸」と命名された。なお、応募総数1,729件のうち、「ときわ丸」への応募は29件だった。

### 航路
新潟両津航路
- 新潟港（新潟市） - 両津港（佐渡市）

本船とおけさ丸 (3代)の2隻で1日5往復、繁忙期は最大7往復が運航される。冬期のドック期間中も2021年3月までは直江津-小木航路の就航船による代替運航で便数は維持されていたが、2021年4月29日より小木航路がジェットフォイルに転換された為、今後は1隻での運航となる。

## 設計
船体は6層構造で最上層の6階が操舵室および乗組員区画、5・4階が旅客区画および乗組員区画、3階が旅客区画、1・2階が車両搭載区画となっている。
車両甲板は中央部が可動式の2段構造となっており、船首および船尾にバウドア・ランプウェイを装備する。

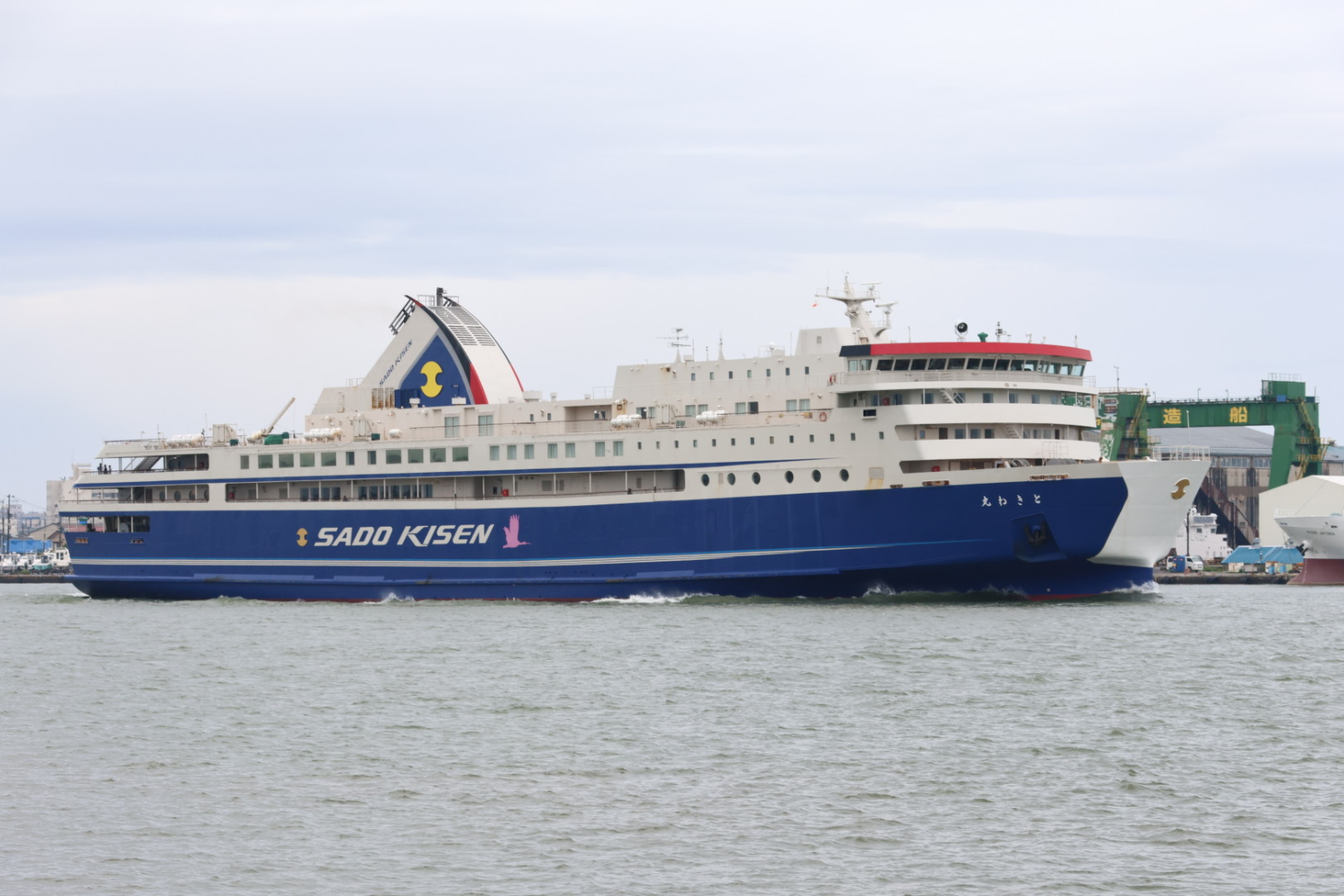
バウドアが白の耐熱塗装となった「ときわ丸」

2023年夏の猛暑により、バウドアが熱膨張し開閉不良が発生したため、2024年のドックの際にバウドアを白の耐熱塗装に変更している。
塗装変更の効果が確認出来たところから、2025年のドックにて船体色を紺色から白色に変更した。

## 船内

### 船室
- スイートルーム
- 特等室
- 一等室（イス席・チェア席・ジュータン席）
- 二等席（イス席・ジュータン席） - 親子優先席あり

### 設備
パブリックスペース
- エントランスホール
- イベントプラザ
- 展望ラウンジ
- 授乳室
- 喫煙室
- ペットコーナー

供食設備
- スナックコーナー
- 売店

娯楽設備
- キッズコーナー
- ゲームコーナー